# Herbert Lindström
Carl Herbert Lindström (ur. 16 marca 1886 w Harö w gminie Värmdö, zm. 26 października 1951 tamże) – szwedzki przeciągacz liny, złoty medalista igrzysk olimpijskich.
Lindström reprezentował Szwecję na Letnich Igrzyskach Olimpijskich 1912 w Sztokholmie. Był członkiem drużyny rywalizującej w przeciąganiu liny, w której oprócz niego było siedmiu policjantów. W jedynym pojedynku rozgrywanym w ramach tej dyscypliny Szwedzi pokonali reprezentantów Wielkiej Brytanii.
Był rybakiem i członkiem policyjnego klubu sportowego Stockholmspolisens IF. Zmarł na zapalenie płuc na wyspie Harö w Archipelagu Sztokholmskim, po tym jak spędził zimną noc na swojej łodzi.